# Рочу
Рочу (рум. Rociu) — село у повіті Арджеш в Румунії. Входить до складу комуни Рочу.
Село розташоване на відстані 87 км на захід від Бухареста, 24 км на південний схід від Пітешть, 105 км на схід від Крайови, 117 км на південь від Брашова.

## Населення
За даними перепису населення 2002 року у селі проживали 555 осіб, з них 551 особа (99,3%) румунів. Рідною мовою 551 особа (99,3%) назвала румунську.